# Нанумеа
Нанумеа (англ. Nanumea) — кораловий атол, розташований на північному заході групи островів Тувалу. Адміністративно-територіальна одиниця (острівна рада) держави Тувалу. Населення за даними 2002 становило 664 людини.
Легенди свідчать, що першими поселенцями на цьому атолі були дві жінки — Пай і Вау, але чоловік на ім'я Тефолаха відібрав у них атол. Нанумеанці на честь цього святкують християнське свято, під назвою Паті, що є абревіатурою фрази, що означає день «Тефолахі та Ісуса».
Атол складається як мінімум з шести островів:
- Власне Нанумеа (найбільший з островів атолу)
- Лакена (англ. Lakena)
- Темотуфолікі (англ. Temotufoliki)
- Лефогакі (англ. Lefogaki)
- Театуа-а-Таепоа (англ. Teatua a Taepoa)
- Ще один (як мінімум) безіменний острівець.

Довжина найбільшого з островів становить близько 3 км. На ньому розташований єдиний населений пункт атолу — село Лолу (англ. Lolua). Другий за величиною острів — Лакена (англ. Lakena) — також населений.